# Iroquois-Klasse
Die Iroquois-Klasse, auch bekannt unter dem Namen Tribal-Klasse, war eine Klasse von vier Zerstörern der Royal Canadian Navy. Sie wurden in den 1970er Jahren in Dienst gestellt, wobei ihnen anfänglich die U-Boot-Jagd als Hauptaufgabe zugedacht war. In den 1990er Jahren wurden die Zerstörer generalüberholt und auch für die weitreichende Luftabwehr ausgebaut. Am 10. März 2017 wurde mit der HMCS Athabaskan die letzte Einheit dieser Klasse von der Royal Canadian Navy außer Dienst gestellt.

## Originalkonzept
Die Schiffe wurden als Langstreckenzerstörer konzipiert. Die Reichweite beträgt rd. 8300 km. Die Iroquois-Klasse repräsentierte eine neue Entwicklung in der Geschichte der kanadischen Marine. Auf dem Flugdeck befindet sich ausreichend Platz für zwei CH-124 Sea King-Helikopter. Damit war es durch das größere Flugdeck möglich, die Helikopter besser warten zu können als in der Vergangenheit. Für Unterwasserkämpfe unterstützten die Helikopter den Zerstörer, welche jeweils mit zwei Dreifach-Torpedorohren für Mk.44 sowie Mk.46 Mod. 5-Torpedos ausgerüstet waren. Des Weiteren verfügten sie über Limbo Mark 10 Wasserbombenwerfer sowie ein vollautomatisches 127/54 Compact-Schiffsgeschütz. Zur Luftabwehr stand ein Achtfachwerfer für RIM-7 Sea Sparrow, ein radargesteuertes Flugabwehrsystem, zur Verfügung.

## Modifikationen im Golfkrieg
Die HMCS Athabaskan (DDG 282) wurde zur Unterstützung der internationalen Koalition bei der Operation Desert Shield und der Operation Desert Storm abgestellt. Sie war das Flaggschiff der Canadian Naval Task Group und wurde schnell für die neuen Aufgaben modifiziert. Die Modifikationen fanden 1990 in der CFB Halifax statt und beinhalteten den Einbau eines Minenmeidesonars, eines Phalanx CIWS oberhalb des Limbo Mk.10-Wasserbombenwerfers sowie die Ausrüstung mit tragbaren Flugabwehrlenkflugkörpern der Typen Blowpipe und Javelin. Der Wasserbombenwerfer war durch die Modifikationen nicht mehr einsetzbar.

## Einheiten
| Kennung | Name            | Bauwerft                   | Kiellegung        | Stapellauf        | Indienststellung   | Außerdienststellung | Bemerkungen |
| ------- | --------------- | -------------------------- | ----------------- | ----------------- | ------------------ | ------------------- | --- |
| DDG 280 | HMCS Iroquois   | Marine Industries, Sorel   | 15. Januar 1969   | 28. November 1970 | 29. Juli 1972      | 1. Mai 2015         | 2016 zum Abbruch verkauft Operationen: 6-monatiger Einsatz in der Arabischen See als Teil von Operation Enduring Freedom. |
| DDG 281 | HMCS Huron      | Davie Shipbuilding, Lauzon | 1. Juni 1969      | 9. April 1971     | 16. Dezember 1972  | 31. März 2005       | 2007 als Zielschiff (SINKEX) vor Vancouver Island versenkt                                                                |
| DDG 282 | HMCS Athabaskan | Davie Shipbuilding, Lauzon | 1. Juni 1969      | 27. November 1970 | 30. September 1972 | 10. März 2017       | 2018 zum Abbruch verkauft Operationen: Operation HESTIA                                                                   |
| DDG 283 | HMCS Algonquin  | Davie Shipbuilding, Lauzon | 1. September 1969 | 23. April 1971    | 3. November 1972   | 11. Juni 2015       | 2015 zum Abbruch verkauft                                                                                                 |

## Neubeschaffungen
Die Zerstörer der Iroquis-Klasse sollen ab 2021 von neuen Zerstörern, den Canadian Surface Combatants abgelöst werden. Die neuen Zerstörer werden unter dem National Shipbuilding Procurement Strategy Programm beschafft. Insgesamt sollen für die Navy 15 neue Kampfschiffe, darunter auch Fregatten beschafft werden.